# Châteauneuf-les-Martigues
Pour les articles homonymes, voir Châteauneuf.
Châteauneuf-les-Martigues est une commune française située dans le département des Bouches-du-Rhône, en région Provence-Alpes-Côte d'Azur.
Ses habitants sont appelés les Châteaunevais.

## Géographie

### Situation
Châteauneuf-les-Martigues se situe au sud du département, sur la côte sud de l'étang de Berre.

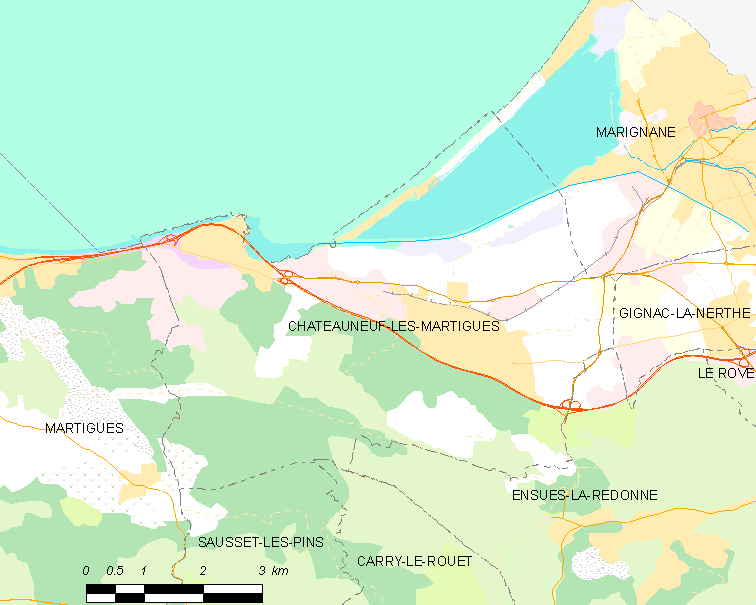
Plan de situation de la commune de Châteauneuf-les-Martigues.

Les communes limitrophes sont  Berre-l'Étang, Carry-le-Rouet, Ensuès-la-Redonne, Gignac-la-Nerthe, Marignane, Martigues et Sausset-les-Pins.

### Communes limitrophes
| Étang de Berre   | Étang de Berre            | Étang de Berre Marignane |
| Martigues        | Châteauneuf-les-Martigues | Gignac-la-Nerthe         |
| Sausset-les-Pins | Carry-le-Rouet            | Ensuès-la-Redonne        |

### Climat
Pour des articles plus généraux, voir Climat de Provence-Alpes-Côte d'Azur et Climat des Bouches-du-Rhône.
En 2010, le climat de la commune est de type climat méditerranéen franc, selon une étude du Centre national de la recherche scientifique s'appuyant sur une série de données couvrant la période 1971-2000. En 2020, Météo-France publie une typologie des climats de la France métropolitaine dans laquelle la commune est exposée à un climat méditerranéen et est dans la région climatique  Provence, Languedoc-Roussillon, caractérisée par une pluviométrie faible en été, un très bon ensoleillement (2 600 h/an), un été chaud (21,5 °C), un air très sec en été, sec en toutes saisons, des vents forts (fréquence de 40 à 50 % de vents > 5 m/s) et peu de brouillards. 
Pour la période 1971-2000, la température annuelle moyenne est de 14,6 °C, avec une amplitude thermique annuelle de 16 °C. Le cumul annuel moyen de précipitations est de 631 mm, avec 6,4 jours de précipitations en janvier et 1,3 jours en juillet. Pour la période 1991-2020, la température moyenne annuelle observée sur la station météorologique de Météo-France la plus proche, « Marignane », sur la commune de Marignane à 5 km à vol d'oiseau, est de 15,9 °C et le cumul annuel moyen de précipitations est de 532,3 mm. 
La température maximale relevée sur cette station est de 39,7 °C, atteinte le 26 juillet 1983 ; la température minimale est de −16,8 °C, atteinte le 12 février 1956,,. 
| Mois                                  | jan.             | fév.             | mars            | avril           | mai           | juin           | jui.            | août            | sep.            | oct.            | nov.            | déc.             | année      |
| ------------------------------------- | ---------------- | ---------------- | --------------- | --------------- | ------------- | -------------- | --------------- | --------------- | --------------- | --------------- | --------------- | ---------------- | ---------- |
| Température minimale moyenne (°C)     | 3,6              | 3,7              | 6,5             | 9,4             | 13,3          | 17,2           | 19,7            | 19,4            | 15,9            | 12,6            | 7,7             | 4,4              | 11,1       |
| Température moyenne (°C)              | 7,7              | 8,3              | 11,4            | 14,3            | 18,4          | 22,5           | 25,2            | 24,9            | 20,9            | 17              | 11,7            | 8,4              | 15,9       |
| Température maximale moyenne (°C)     | 11,8             | 12,8             | 16,4            | 19,3            | 23,5          | 27,9           | 30,7            | 30,5            | 25,9            | 21,3            | 15,7            | 12,4             | 20,7       |
| Record de froid (°C) date du record   | −12,4 07.01.1985 | −16,8 12.02.1956 | −10 07.03.1949  | −2,4 05.04.1935 | 0 01.05.1960  | 5,4 09.06.1932 | 7,8 04.07.1948  | 8,1 29.08.1924  | 1 25.09.1931    | −2,2 31.10.1941 | −5,8 11.11.1921 | −12,8 26.12.1940 | −16,8 1956 |
| Record de chaleur (°C) date du record | 19,9 19.01.07    | 22,5 17.02.22    | 25,4 28.03.1989 | 29,6 24.04.1947 | 34,9 24.05.09 | 39,6 28.06.19  | 39,7 26.07.1983 | 39,2 13.08.1922 | 34,3 05.09.1949 | 30,4 02.10.1997 | 25,2 05.11.1924 | 20,7 30.12.21    | 39,7 1983  |
| Ensoleillement (h)                    | 1 479            | 1 731            | 2 347           | 2 508           | 2 986         | 3 378          | 3 722           | 3 338           | 2 637           | 1 961           | 1 508           | 1 381            | 28 976     |
| Précipitations (mm)                   | 47,1             | 29,8             | 29,5            | 51,6            | 37,7          | 27,9           | 10,8            | 25,8            | 82              | 73,3            | 75,9            | 40,9             | 532,3      |

| Diagramme climatique                                  |             |             |             |              |              |              |              |            |              |             |             |
| J                                                     | F           | M           | A           | M            | J            | J            | A            | S          | O            | N           | D           |
| 11,83,647,1                                           | 12,83,729,8 | 16,46,529,5 | 19,39,451,6 | 23,513,337,7 | 27,917,227,9 | 30,719,710,8 | 30,519,425,8 | 25,915,982 | 21,312,673,3 | 15,77,775,9 | 12,44,440,9 |
| Moyennes : • Temp. maxi et mini °C • Précipitation mm |             |             |             |              |              |              |              |            |              |             |             |

Les paramètres climatiques de la commune ont été estimés pour le milieu du siècle (2041-2070) selon différents scénarios d'émission de gaz à effet de serre à partir des nouvelles projections climatiques de référence DRIAS-2020. Ils sont consultables sur un site dédié publié par Météo-France en novembre 2022.

### Géologie, relief
Cavités connues sur la commune
Le trou Fifou no 1 est situé au sud de l'échangeur de la Mède E, dans le front de taille d' une carrière désaffectée, à 10 m. de hauteur dans l'angle E de la carrière. La cavité s'ouvre avec une lucarne donnant sur un puits incliné de 8 m ; elle se termine par un court boyau colmaté de sable.
Le trou Fifou no 2 est situé sur une petite ligne de crête environ 200 m au sud-sud-ouest du pont de l'échangeur de la Mède-E. Son ouverture étroite collecte une rigole creusée dans la dalle rocheuse. C'est une ancienne conduite forcée, en partie obstruée par les apports extérieurs.
La baume du Figuier est située à 200 m au sud de l'A55, et à une centaine de mètres à l'ouest du dernier réservoir d'eau, et de l'abri préhistorique de Châteauneuf. Cette conduite forcée de 3 m de diamètre et de 55 m de long, se termine avec un colmatage de pierres. L'amont de la cavité se prolonge en extérieur par un petit canyon.

## Urbanisme

### Typologie
Au 1er janvier 2024, Châteauneuf-les-Martigues est catégorisée centre urbain intermédiaire, selon la nouvelle grille communale de densité à 7 niveaux définie par l'Insee en 2022.
Elle appartient à l'unité urbaine de Marseille-Aix-en-Provence, une agglomération inter-départementale dont elle est une commune de la banlieue,. Par ailleurs la commune fait partie de l'aire d'attraction de Marseille - Aix-en-Provence, dont elle est une commune de la couronne,. Cette aire, qui regroupe 115 communes, est catégorisée dans les aires de 700 000 habitants ou plus (hors Paris),.
La commune, bordée par la mer Méditerranée, est également une commune littorale au sens de la loi du 3 janvier 1986, dite loi littoral. Des dispositions spécifiques d’urbanisme s’y appliquent dès lors afin de préserver les espaces naturels, les sites, les paysages et l’équilibre écologique du littoral, tel le principe d'inconstructibilité, en dehors des espaces urbanisés, sur la bande littorale des 100 mètres, ou plus si le plan local d’urbanisme le prévoit.

### Occupation des sols
L'occupation des sols de la commune, telle qu'elle ressort de la base de données européenne d’occupation biophysique des sols Corine Land Cover (CLC), est marquée par l'importance des forêts et milieux semi-naturels (37,9 % en 2018), en diminution par rapport à 1990 (40,9 %). La répartition détaillée en 2018 est la suivante : 
forêts (19,1 %), milieux à végétation arbustive et/ou herbacée (16 %), zones agricoles hétérogènes (14,8 %), zones urbanisées (12,1 %), eaux maritimes (11,7 %), zones industrielles ou commerciales et réseaux de communication (10,1 %), mines, décharges et chantiers (8,4 %), espaces ouverts, sans ou avec peu de végétation (2,9 %), zones humides intérieures (1,9 %), prairies (1,4 %), cultures permanentes (0,9 %), terres arables (0,8 %). L'évolution de l’occupation des sols de la commune et de ses infrastructures peut être observée sur les différentes représentations cartographiques du territoire : la carte de Cassini (XVIIIe siècle), la carte d'état-major (1820-1866) et les cartes ou photos aériennes de l'IGN pour la période actuelle (1950 à aujourd'hui).

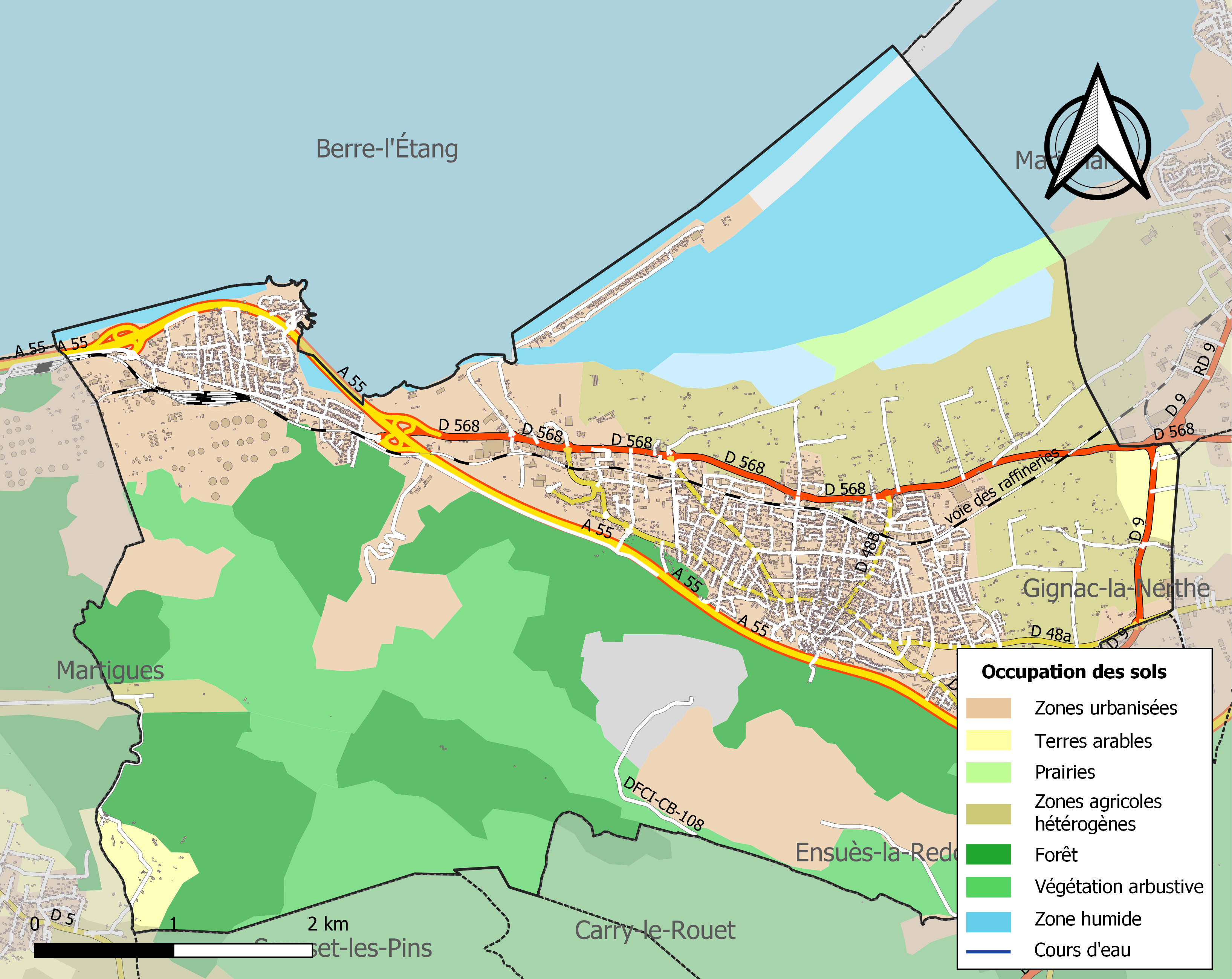
Carte des infrastructures et de l'occupation des sols de la commune en 2018 (CLC).

## Histoire

### Préhistoire et protohistoire
Dès le VIIe millénaire av. J.-C., des hommes de la période du Mésolithique s’étaient installés dans les abris sous roche et notamment celui aujourd'hui dénommé le Grand Abri de la Font-aux-Pigeons (Mésolithique tardif - ~6460–6200 cal BC - et culture cardiale - ~5260–4860 cal BC -, la rupture dans la séquence stratigraphique étant due à l'érosion vers le milieu du VIe millénaire), découvert en 1899,.
La grotte Sicard, une grotte sépulcrale, date de la culture cardiale (Néolithique ancien),.
La commune possède également plusieurs sites protohistoriques, ainsi le site du Fortin-du-Saut (campaniforme), celui du Camp de Laure (sur Le Rove ; perduration du campaniforme rhodano-provençal) et l'oppidum des Fourques (IIIe et IIe siècles av. J.-C.),,,.

### Moyen-Âge
À l’époque féodale, Châteauneuf est connu par son château, le Castrum Novum, mentionné dès le XIe siècle. Le village s'est développé à son pied. Son nom occitan, Castèunòu dau Martegue, rappelle son appartenance à la catégorie des Castelnaus médiévaux.
Propriété des comtes des Baux à la fin du XIIIe siècle, la terre et seigneurie de Châteauneuf-les-Martigues passa à la Reine Jeanne, comtesse de Provence, en 1373, à Charles d’Anjou en 1452, à François de Luxembourg en 1481.

### Temps modernes
Au XVIIIe siècle, les derniers seigneurs de Châteauneuf appartenaient à la famille de Seytres-Vaucluse-Caumont.  Le territoire de Châteauneuf-les-Martigues s’étendait depuis l’étang de Berre jusqu'à la mer, en passant par les localités de Gignac-la-Nerthe, de Carry-le-Rouet, de Sausset-les-Pins, du Rove et d'Ensuès-la-Redonne.

### XXesiècle
L’ingénieur marseillais Henri Fabre a réalisé le 28 mars 1910 le premier vol en hydravion : 6 kilomètres au-dessus l’étang de Berre entre La Mède et Martigues.

## Politique et administration

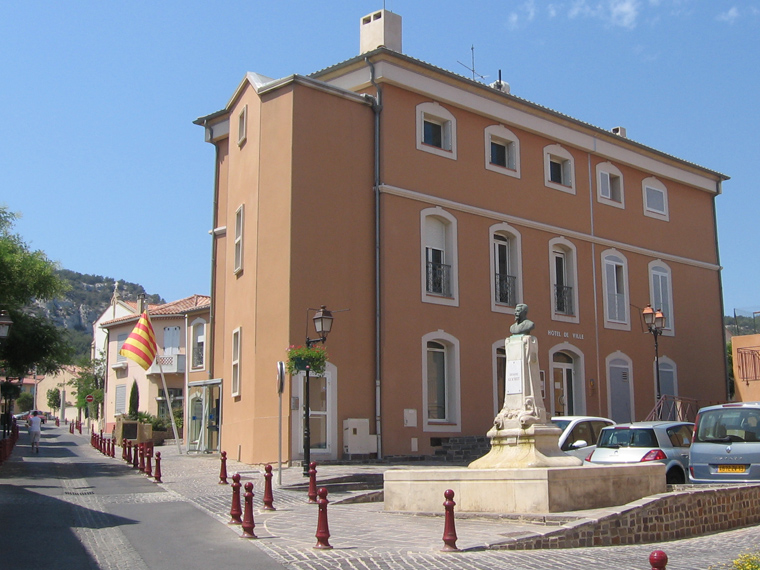
L'hôtel de ville.

### Tendances politiques et résultats
La commune, traditionnellement située à gauche, a élu en 2014 un maire de droite, pour la première fois depuis la Seconde Guerre mondiale. La liste « divers droite » de Roland Mouren a obtenu la majorité absolue dès le premier tour, tandis que la liste du maire sortant, Vincent Burroni, député PS, soutenue par le PCF et EELV, ne recueillait que 35 % des voix.
La ville est sujette, depuis les années 1990, à une poussée du vote Front national analogue à celle des communes voisines. Ainsi à l'élection présidentielle de 2017, Marine Le Pen arrivait en tête au 1er tour avec 41,12 % des voix, remportant la commune au second tour avec 59 % des voix.

### Liste des maires
| Période                                  | Période               | Identité        | Étiquette | Qualité |
| ---------------------------------------- | --------------------- | --------------- | --------- | --- |
| Les données manquantes sont à compléter. |                       |                 |           | |
| 1900                                     | 1904                  | Adrien Morin    |           | |
| 1904                                     | 1906                  | Victor Camoin   |           | |
| 1906                                     | 1912                  | Célestin Gamaud |           | |
| 1912                                     | 1927                  | Germain Clairin |           | |
| 1927                                     | 1929                  | Sylvain Guichet |           | |
| 1929                                     | 1933                  | Jean Gidde      |           | |
| 1933                                     | juin 1939 (démission) | Albert Laget    | SFIO      | Boucher |
| juin 1939                                | 1940 (révocation)     | Armand Audibert | SFIO      | Entrepreneur |
| 1940                                     | 1944                  | Victor Aubert   |           | |
| 1944                                     | 1970                  | Armand Audibert | SFIO      | Entrepreneur Conseiller général de l'ancien canton de Martigues (1951 → 1970) |
| novembre 1970                            | mars 2003 (démission) | Henri d'Attilio | PS        | Cadre retraité de l'Aérospatiale Député de la 12e circonscription des Bouches-du-Rhône (1988 → 1998) Sénateur des Bouches-du-Rhône (1998 → 2004) Conseiller général du canton de Châteauneuf-Côte-Bleue (1992 → 2004) |
| mars 2003                                | mars 2014             | Vincent Burroni | PS        | Chimiste Député de la 12e circonscription des Bouches-du-Rhône (1998 → 2002 puis 2012 → 2017) Conseiller général du canton de Châteauneuf-Côte-Bleue (2004 → 2012)                                                    |
| mars 2014                                | En cours              | Roland Mouren   | LR        | Agriculteur |

### Politique de développement durable
La ville a engagé une politique de développement durable en lançant une démarche d'Agenda 21 en 2011.

## Population et société

### Démographie
L'évolution du nombre d'habitants est connue à travers les recensements de la population effectués dans la commune depuis 1793. Pour les communes de plus de 10 000 habitants les recensements ont lieu chaque année à la suite d'une enquête par sondage auprès d'un échantillon d'adresses représentant 8 % de leurs logements, contrairement aux autres communes qui ont un recensement réel tous les cinq ans,.

En 2022, la commune comptait 18 364 habitants, en évolution de +12,32 % par rapport à 2016 (Bouches-du-Rhône : +2,48 %, France hors Mayotte : +2,11 %).
| 1793 | 1800 | 1806 | 1821 | 1831 | 1836 | 1841 | 1846 | 1851  |
| ---- | ---- | ---- | ---- | ---- | ---- | ---- | ---- | ----- |
| 571  | 527  | 483  | 477  | 714  | 957  | 991  | 984  | 1 033 |

| 1856  | 1861  | 1866  | 1872  | 1876  | 1881  | 1886  | 1891  | 1896  |
| ----- | ----- | ----- | ----- | ----- | ----- | ----- | ----- | ----- |
| 1 150 | 1 220 | 1 227 | 1 241 | 1 205 | 1 013 | 1 084 | 1 100 | 1 125 |

| 1901  | 1906  | 1911  | 1921  | 1926  | 1931  | 1936  | 1946  | 1954  |
| ----- | ----- | ----- | ----- | ----- | ----- | ----- | ----- | ----- |
| 1 073 | 1 164 | 1 488 | 1 371 | 1 523 | 1 603 | 2 325 | 2 536 | 3 611 |

| 1962  | 1968  | 1975  | 1982   | 1990   | 1999   | 2006   | 2011   | 2016   |
| ----- | ----- | ----- | ------ | ------ | ------ | ------ | ------ | ------ |
| 4 822 | 6 781 | 8 600 | 10 173 | 10 911 | 11 375 | 11 829 | 12 266 | 16 349 |

| 2021   | 2022   | - | - | - | - | - | - | - |
| ------ | ------ | - | - | - | - | - | - | - |
| 17 909 | 18 364 | - | - | - | - | - | - | - |

### Manifestations culturelles et festivités
- « Festival sous les pins » (musique, voix et humour), chaque année en juillet depuis 28 ans. En 2014, Roland Magdane, Michel Jonasz, Pascal Obispo, entre autres[40].
- Le cross des gazelles : un cross organisé tous les ans, au mois d'octobre, pour les jeunes scolarisés en élémentaire et en grande section de maternelle.
- Le week-end du sport en famille, au centre équestre du Jaï, en liaison avec le comité départemental olympique sportif des Bouches-du-Rhône.
- Expo-concours « Arts en fête », en octobre, ouverte à toutes les techniques artistiques.
- Americain Fair : Festival de la culture américaine qui est organisé chaque année au mois de juin.
- Festival des Food Trucks.

## Économie

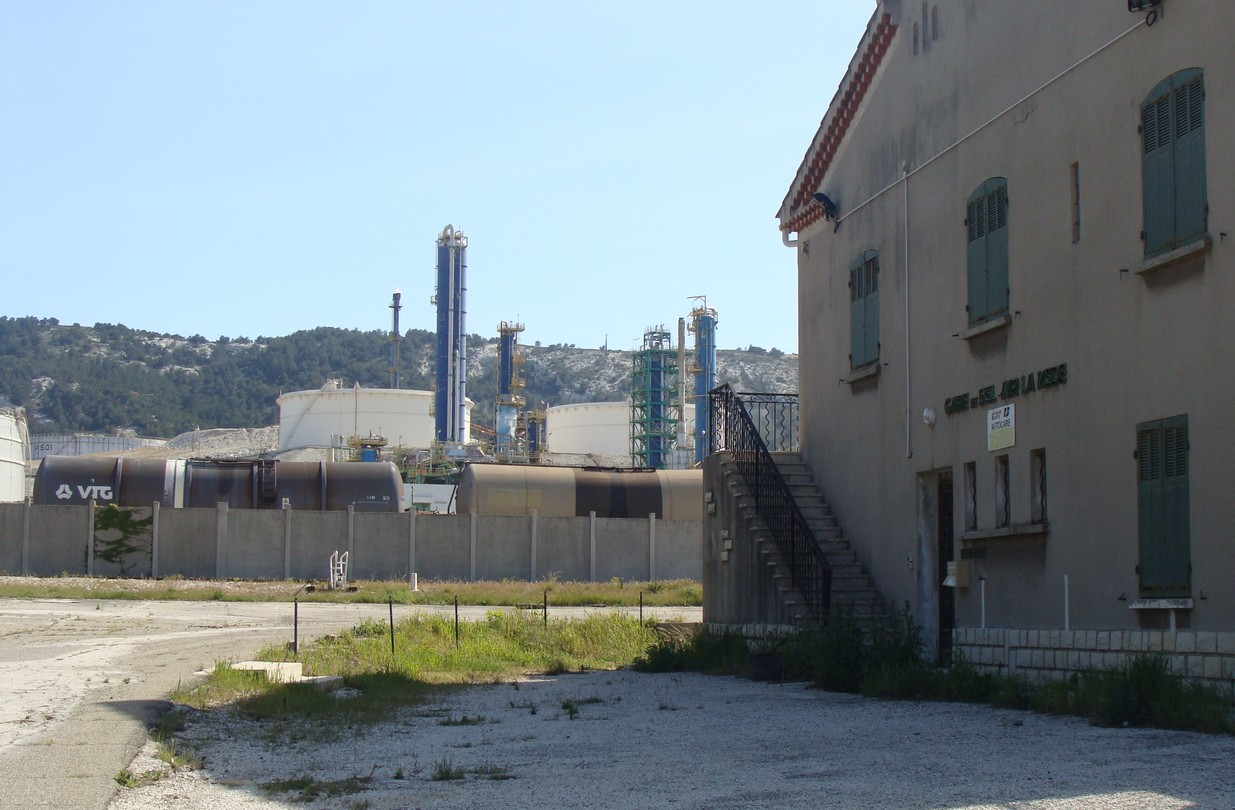
La gare de la Mède.

- La raffinerie de pétrole de la Mède est à cheval sur les communes de Martigues et de Châteauneuf.

De la Mède une liaison ferroviaire est assurée sur voie départementale par la Régie départementale des transports des Bouches-du-Rhône (RDT 13) vers la gare de Pas-des-Lanciers, à l'est de Marignane, où s'effectue la jonction avec le réseau ferroviaire national.
Chateauneuf-les-Martigues est une petite ville mais très dynamique pour ces diverses commerces. 

## Culture et patrimoine

### Lieux et monuments
- Dans la commune se trouve l'abri-sous-roche de la Font-des-Pigeons, site occupé depuis le Mésolithique (6000 av. J.-C.) jusqu'à l'âge du bronze (v. 1800 av. J.-C.), et éponyme d'un faciès culturel de la préhistoire appelé le Castelnovien. L'association qui gère le site a créé un musée dans l'ancienne demeure des Seytres-Caumont[41].
- La moitié ouest de l'étang de Bolmon et du lido du Jaï se trouvent dans la commune, séparés du reste du territoire par le canal de Marseille au Rhône. Le site du Bolmon et du Jaï est protégé par le Conservatoire du littoral et le Syndicat intercommunal du Bolmon et du Jaï (SIBOJAI) depuis 20 ans[Quand ?]. Il comprend les marais situés au sud du canal, et notamment la réserve ornithologique de Barlatier[42].
- Monument commémoratif en l'honneur de Henri Fabre, qui fit voler le premier hydravion au monde.
- Pôle culturel Jean-Claude-Izzo.

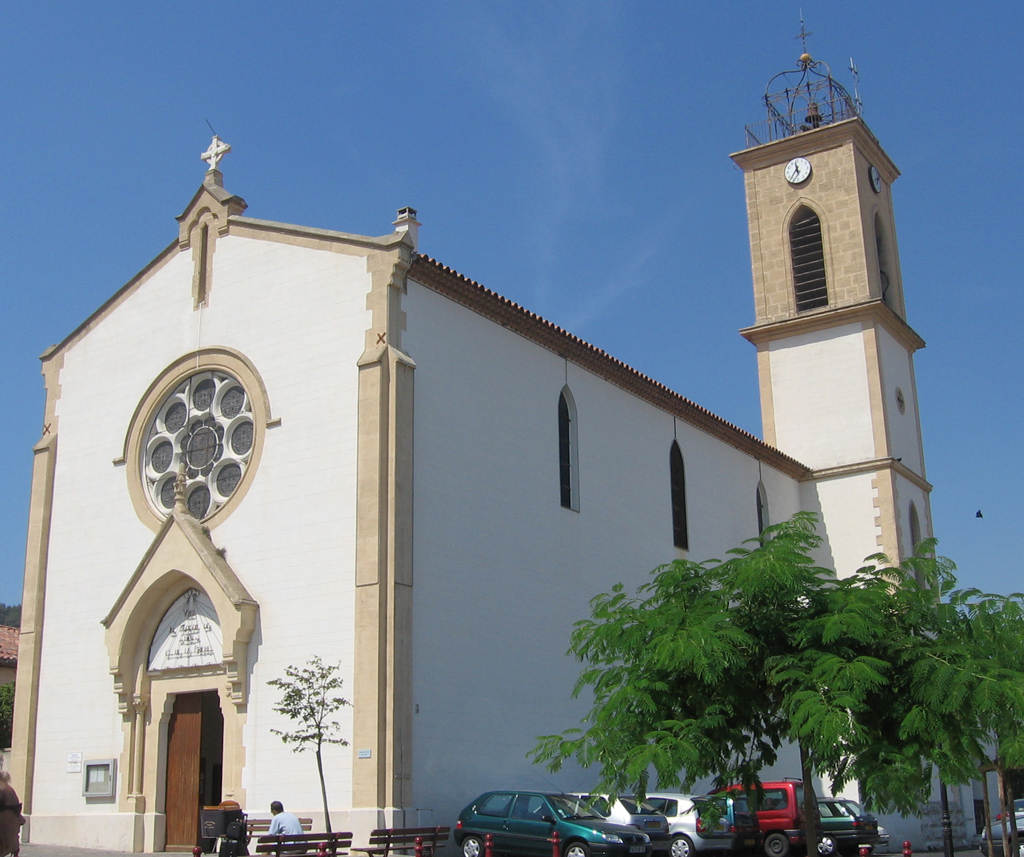
L'église Sainte-Cécile.

- La chapelle Sainte-Cécile est le plus ancien édifice religieux du territoire de la commune. Probablement construite sur l’emplacement d’un monument païen, elle remonterait au VIIIe siècle.
- L’église paroissiale Sainte-Cécile, de style néo-gothique, consacrée en 1853. Campanile en fer forgé ; à l’intérieur une chaire en bois sculpté, deux tableaux : martyre de saint Denis (anonyme, XVIIIe siècle), sainte Cécile musicienne.
- L'église Notre-Dame-de-l’Étang, à la Mède, moderne.
- La statue de la Vierge Noire, sur son promontoire (table d'orientation).
- Les « Trois Frères », groupe de rochers émergeant de l’eau de l’étang de Berre, près de l’anse de La Mède.
- Les vallons du Saut et le Valtrède, dans la chaîne de la Nerthe, au sud de la commune. Paysages calcaires présentant des curiosités (grotte, parois rocheuses, roche percée, aiguilles), mais aussi des traces de l’activité agricole, sylvestre et pastorale passée.
- Au-dessus de l'actuelle commune de Châteauneuf-les-Martigues se trouve une grande roche calcaire formée au crétacé inférieur (146 ma à 100 ma de notre ère) de 100 mètres de long et de 17 mètres de haut. Cette roche abritait entre 6500 et 2500 avant notre ère (Castelnovien) les premiers habitants de la commune.

Ce site est le plus ancien du pourtour de l'étang de Berre, il a été découvert en 1899 par J. Repelin (géologue). Les peuples vivaient de la chasse des animaux ainsi que de la pêche et des récoltes de fruits. Les archéologues ont effectué de nombreuses fouilles. Parmi les vestiges, ont été trouvés des restes d'outils de pêche (notamment les restes carbonisés de nasse). Il y a peu de restes d'outils en os car ceux-ci sont rares à cette époque, ce sont principalement les pierres qui sont utilisées.

### Personnalités liées à la commune
- Rostaing de Sabran, viguier de Marseille de 1323 à 1324, fut seigneur de Châteauneuf[45].
- Henri Fabre, ingénieur français, inventeur de l'hydravion.

### Héraldique
| Blason de Châteauneuf-les-Martigues | Blason  | D'azur à un château d'argent, ouvert et maçonné de sable, flanqué à dextre d'une grosse tour carrée aussi d'argent, maçonnée de sable, sur une terrasse d'argent. |
| Blason de Châteauneuf-les-Martigues | Détails | |